# Orlandivo
Orlandivo Honório de Souza dit Orlandivo (Itajaí, 1937 - Rio de Janeiro, 2017) est un percussionniste, chanteur et compositeur brésilien.
Auteur notamment des grands succès Bolinha de sabão, Tamanco no samba et Vô batê pa tu, il est considéré comme l'un des représentants principaux de la sambalanço, un sous-genre de la samba, dont il tient son surnom de « rei do sambalanço » (roi de la sambalanço),,,.

## Biographie

### Jeunesse
Orlandivo Honório de Souza naît le 5 août 1937 à Itajaí, dans l'État de Santa Catarina, dans le sud du Brésil.
Il a un premier contact avec la musique à l'âge de six ans, en jouant de l'harmonica. En 1946, sa famille s'installe à Rio de Janeiro, dans un hôtel sur la Praça Mauá, dans la zone portuaire de Rio de Janeiro.
Quand il travaille comme commis au cinéma, il rencontre Paulo Silvino (pt), partenaire de ses premières compositions Cinderela, João e Maria et Saudade dói demais.

### Débuts
Orlandivo enregistre ses premiers titres en 1958, avec Vem pro samba et H20, de Roberto Carreira. Il rencontre Roberto Jorge, qui deviendra son partenaire, dans un cercle de samba, à Niterói, puis devient crooner pour l'ensemble d'Ed Lincoln,.
En 1962, il enregistre Samba no Japan, Amor quadradinho et Vai slowinho, en partenariat avec Roberto Jorge et Brincando de samba, en partenariat avec Celso Murilo. Il enregistre son premier album cette année-là, A chave do sucesso, en référence au porte-clés composé de sept clés qu'il utilise comme accompagnement percussif, ce qui lui vaudra le surnom de « sambista de la clé »,. Son album, qui contient notamment les chansons Chavinha, Jura-Sinho, Samba Toff, Onde anda o meu amor et Dias de verão, a un grand succès.

### Grand succès dans les années 1960 puis déclin
L'apogée de sa carrière dans les années 1960. Après plusieurs partenariats, il enregistre en 1963 son deuxième album, Orlann Divo, qui inclut les chansons Amor quadradinho et Afim de Você, notamment. En 1964, il enregistre la samba Ela diz que estou por fora pour l'album A novadimension do samba de Wilson Simonal ; le critique Sérgio Lobo l'analyse ainsi : « Sa grande sensibilité et son sens enviable du rythme sont une fois de plus mis en évidence dans Ela diz que estou por fora, la nouvelle samba d'Orlann Divo, qui est un plat très spécial pour Simonal ».
En 1965, il enregistre son troisième album, Samba em Paralelo.
Malgré un léger déclin au début des années 1970, Orlandivo est fréquemment repris par de nombreux artistes brésiliens, jusqu'à ce qu'il sorte en 1976 le LP Orlan Divo, avec des arrangements de João Donato. Il fonde le groupe de danse Ipanema Dance, composé de 12 musiciens, avec lequel il participe à des événements promus par la ville de Rio de Janeiro et dans des clubs de cette ville. Il se produit également avec le quintette Brincando de Samba e Bossa Nova, formé par Perna Fróes (claviers), Durval Ferreira (guitare), Zé Paulo (cavaquinho), Olímpio (basse) et Haroldo Jobim (batterie). Il connaît néanmoins encore du succès en tant que compositeur en 1974, lorsque le groupe Baiano & Os Novos Caetanos enregistre Vô batê pa tu, un partenariat entre Orlandivo et le chanteur et compositeur de Pernambuco Arnaud Rodrigues (1942 – 2010). Il sort enfin son quatrième album, Orla Divo en 1976, qui n'obtient pas le succès et ne sera pas réédité.

### Carrière dans les médias
Orlandivo participe à la bande originale de plusieurs films, dans lesquels il travaille également comme acteur. À la télévision, il joue dans plusieurs programmes sur TV Tupi et TV Globo. Il fait aussi partie de l'équipe de production musicale pour des festivals de musique de carnaval et des festivals universitaires. Il compose des jingles pour des spots publicitaires, puis, dans les années 1970, des vignettes pour plusieurs radios.

### Redécouverte et deuxième partie de sa carrière auXXIesiècle
Alors qu'il cesse son activité à partir des années 1980, il est redécouvert dans les discothèques londoniennes au tournant du XXIe siècle, ce qui donne un nouvel élan à sa carrière. Il se produit dans plusieurs salles de concert importantes jusqu'à sortir le CD Sambaflex en 2006. Il y interprète des classiques de sa carrière tels que Palladium, Samba Toff, Sambadinho, Chavinha, Bolinha de sabão et Tamanco no samba, et réinterprètes des chansons d'autres auteurs, comme Boogie Woogie na favela, un classique de Denis Brean (pt), et Doralice et Rosa morena, de Dorival Caymmi.
Orlandivo continue de se produire dans de grandes salles de concert, invitant régulièrement d'autres personnalités importantes de la musiques brésilienne et est lui-même beaucoup repris par de nombreux artistes.
Invité en 2010 par le designer et producteur Marcus Wagner à reprendre les chansons de bal dans le style des années 1960 à l'hôtel Ouro Verde de Copacabana, il commence à y diriger le groupe qui s'y produit tous les quinze jours. Le succès est tel que la deuxième saison est rapidement programmée.
Orlandivo Honório de Souza meurt d'un emphysème pulmonaire le 8 février 2017 à Rio de Janeiro,.

## Discographie
- 1961 : Samba Toff/Amor Vai e Vem/Vem Pro Samba/Dias de Verão (Musidisc, EP)
- 1962 : Samba no Japão/Amor Quadradinho (Musidisc, 78 tours)
- 1962 : Vai Devagarinho/Brincando de Samba (Musidisc, 78 tours)
- 1962 : A Chave do Sucesso (Musidisc, LP)
- 1963 : Orlann Divo (Musidisc, LP)
- 1965 : Samba em Paralelo (Musidisc, LP)
- 1976 : Orlan Divo (Copacabana, LP)
- 2006 : Sambaflex (DeckDisc, CD)

## Participations en tant que musicien
- Wilson Simonal : A novadimension do samba (1964, Odeon)
- Ed Lincoln : Ed Lincoln (1968, LP Savoya) ; De Savoya Combo (1969, LP Savoya)
- Eumir Deodato : Catedráticos 73/Skyscrapers (1973, LP Equipe (Brésil) / CTI (États-Unis))
- Jaime Alem et Nair Cândia (pt) : Jaime & Nair (1974, LP CID)
- Edson Frederico (pt) : Edson Frederico e A Transa (1975, LP RCA)
- Emílio Santiago : Emílio Santiago (1975, LP/CD CID)
- Odair Cabeça de Poeta & Grupo Capote : O Forró Vai Ser Doutor (1975, LP CID)
- Maria Aparecida Martins (pt) : Aparecida (1975, LP CID) ; Foram 17 Anos (1976, LP CID) ; 13 de Maio (1979, LP RCA)
- Zé Carlos : Vamos Nessa (1977, LP CID)